# Hyesan

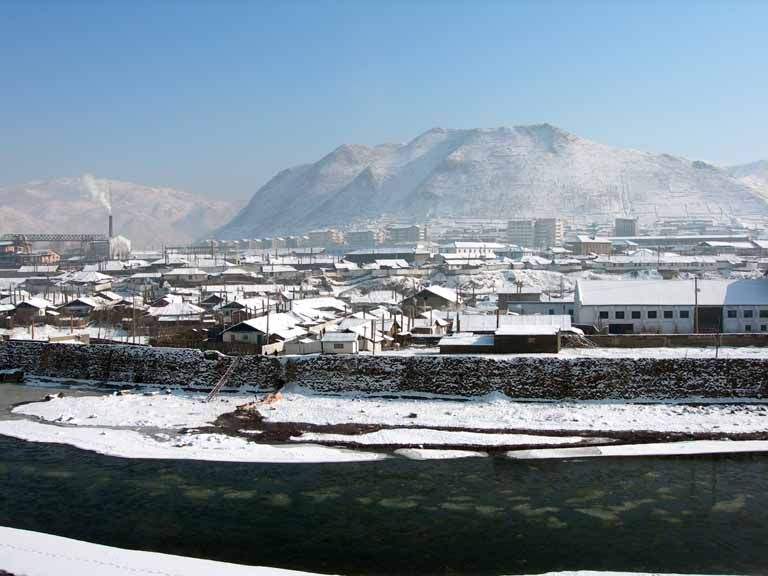
Vue de Hyesan depuis la Chine

Hyesan est une ville nord-coréenne (nom en coréen : 혜산, en caractères hanja : 惠山), chef-lieu de la province de Ryanggang située à l'extrême nord de la péninsule coréenne. Sa population s'élevait à 110 000 habitants en 2000.

## Localisation
La localisation de Hyesan (située à une hauteur de 998 m) près de la frontière sino-coréenne, sur l'Amnokgang, dans les monts Baekdu, en fait un important centre routier et ferroviaire. Historiquement, la ville s'est développée comme cité fortifiée sous la dynastie de Joseon (1392-1910).  

## Climat
En 1915, une température record de - 42 °C y a été enregistrée. 
| Mois                     | jan.  | fév.  | mars | avril | mai  | juin | jui. | août  | sep. | oct. | nov. | déc.  | année |
| ------------------------ | ----- | ----- | ---- | ----- | ---- | ---- | ---- | ----- | ---- | ---- | ---- | ----- | ----- |
| Température moyenne (°C) | −19,3 | −14,5 | −4,9 | 5,1   | 12,3 | 16,5 | 20,7 | 19,9  | 12,7 | 4,9  | −4,9 | −15,7 | 2,73  |
| Précipitations (mm)      | 5,8   | 6,7   | 16   | 28,7  | 56,6 | 92,4 | 135  | 142,6 | 63,9 | 24,2 | 15,6 | 9,4   | 596,9 |

## Divisions administratives
La ville de Hyesan est constituée de vingt-cinq quartiers :
- Chun ou Printemps (hangeul : 춘동 hanja : 春洞)
- Hyegang (hangeul : 혜강동 hanja : 惠江洞)
- Hyehung (hangeul : 혜흥동 hanja : 惠興洞)
- Hyehwa (hangeul : 혜화동 hanja : 惠花洞)
- Hyejang (hangeul : 혜장동 hanja : 惠長洞)
- Hyemyong (hangeul : 혜명동 hanja : 惠明洞)
- Hyesan (hangeul : 혜산동 hanja : 惠山洞), 조선백무무역회사
- Hyesin (hangeul : 혜신동 hanja : 惠新洞)
- Hyetan (hangeul : 혜탄동 hanja : 惠灘洞)
- Kangan (hangeul : 강안동 hanja : 江岸洞)
- Kanggu (hangeul : 강구동 hanja : 江口洞)
- Komsan (hangeul : 검산동 hanja : 儉山洞) (옛 hanja : 五是川里)
- Masan-1 (hangeul : 마산 1동 hanja : 馬山 1洞)
- Masan-2 (hangeul : 마산 2동 hanja : 馬山 2洞)
- Ryonbong 1 (hangeul : 련봉 1동 hanja : 連峰 1洞)
- Ryonbong 2 (hangeul : 련봉 2동 hanja : 連峰 2洞)
- Ryondu (hangeul : 련두동 hanja : 蓮頭洞)
- Sinhung (hangeul : 신흥동 hanja : 新興洞)
- Songbong 1 (hangeul : 송봉 1동 hanja : 松峰 1洞)
- Songbong 2 (hangeul : 송봉 2동 hanja : 松峰 2洞)
- Songhu (hangeul : 성후동 hanja : 城後洞)
- Tapsong (hangeul : 탑성동 hanja : 塔城洞)
- Wiyon (hangeul : 위연동 hanja : 渭淵洞)
- Yonghung (hangeul : 영흥동 hanja : 英興洞)
- Yonpung (hangeul : 연풍동 hanja : 淵豊洞), où se trouve notamment l'Usine des vins à base de myrtilles de Hyesan (hangeul : 혜산들쭉가공공장)

et de quatre hameaux :
- Changan (hangeul : 장안리 hanja : 長安里)
- Rojung (hangeul : 로중리 hanja : 蘆中里)
- Sinjang (hangeul : 신장리 hanja : 新長里)
- Unchong (hangeul : 운총리 hanja : 雲寵里)

## Historique
Entre le 26 février et le 1er mars 2024, le photographe et journaliste de l'AFP Pedro Pardo a réalisé un reportage photographique sur la Corée du Nord, depuis la frontière chinoise dont 10 images ont été dévoilées, dont des photos de Hyesan.

## Industrie
Les forêts de la province du Ryanggang ont permis le développement de l'industrie du papier à Hyesan. La ville est également un important centre textile.

## Personnalités liées à la ville
- Lee Hyeon-seo, transfuge et activiste.
- Yeonmi Park, militante des droits de l'homme.